# Larcio (o Spurio) Erminio Coritinesano Aquilino
Larcio (o Spurio) Erminio Coritinesano Aquilino, in latino  Lars (Spurius) Herminius Coritinesanus Aquilinus (fl. V secolo a.C.), è stato un politico romano del V secolo a.C.

## Biografia
Larcio (o Spurio) Erminio Coritinesano Aquilino (Tito Livio indica Spurius mentre Diodoro Siculo, Dionigi di Alicarnasso e Valerio Massimo riportano rispettivamente "Λαρινος", "Λαρος" e Lar, entrambi nomi tipicamente etruschi; Cassiodoro indica invece Lucius) fu eletto con console nel 448 a.C. insieme al collega Tito Verginio Tricosto Celiomontano. Appartenente al ramo Coritinesano della Gens Herminia, figlio di un Titus e probabilmente parente di Tito Erminio Aquilino, console nel 506 a.C..
La storiografia romana ci informa che sotto il suo consolato non si verificarono eventi importanti.
(Tito Livio, Ab urbe condita, III 65)
Fu durante il suo consolato che il tribuno della plebe Lucio Trebonio Aspro  propose al Senato la Lex Trebonia: dopo che erano stati eletti solo cinque dei dieci tribuni previsti, per legge sarebbero stati i primi cinque a dover nominare i colleghi, dopo che furono scelti due patrizi (Spurio Tarpeio Montano Capitolino e Aulo Aternio Varo Fontinale, consoli nel 454 a.C.), temendo che ciò fosse usato dal Senato come strumento per controllare i tribuni, la Lex Trebonia stabilì che l'assemblea dovesse continuare ad oltranza fino all'elezione di tutti e dieci i tribuni. Fu dalla sua fiera opposizione ai patrizi che Lucio Trebonio guadagnò il soprannome di Aspro.